# Ägyptische Nationalbibliothek
Die Ägyptische Nationalbibliothek (arabisch دار الكتب والوثائق القومية, DMG Dār al-Kutub wa-l-Waṯāʾiq al-qaumiyya ‚Nationales Haus der Bücher und Dokumente‘, im ägyptischen Arabisch kurz Dar el-Kotob) in Kairo, im angloamerikanische Sprachraum als Egyptian National Library and Archives bekannt, ist die größte öffentlich zugängliche Bibliothek Ägyptens und eine der bedeutendsten Nordafrikas und des Nahen Ostens. Die Nationalbibliothek beherbergt die mit über 50.000 Exemplaren umfangreichste Handschriftensammlung der arabisch-islamischen Welt. Das dazugehörende Ägyptische Nationalarchiv ist in einem Gebäude-Annex untergebracht.

## Geschichte

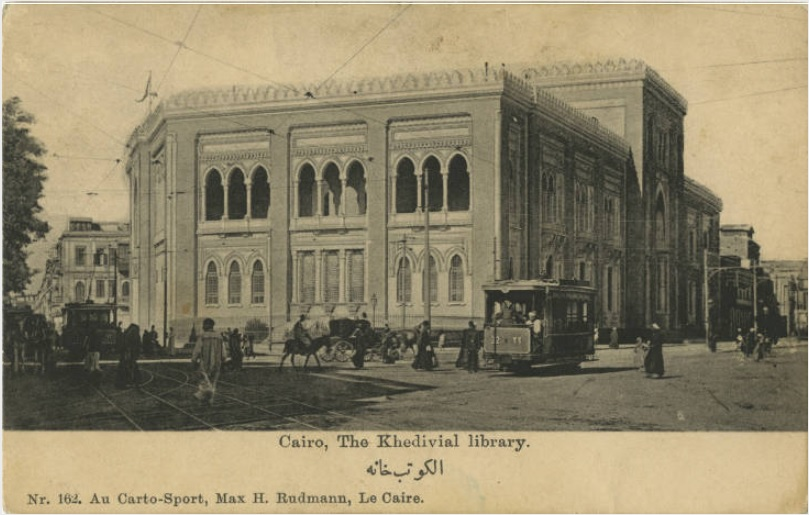
Cairo, the Khedival Library

Die Bibliothek wurde 1870 als Palastbibliothek (Bibliothek des Khediven) durch den Bildungsminister Ali Pascha Mubarak mit Erlaubnis des osmanischen Vizekönigs von Ägypten Ismail Pascha gegründet. 1907 zog die Bibliothek in die heutigen Räumlichkeiten in das Stadtviertel Bulaq. Bis Ende des 19. Jahrhunderts wurden mehrere Sammlungen aus Privatbesitz, Moscheen, Schulen und Regierungsgebäuden integriert. Neben Manuskripten (zum Teil datiert auf das 7. Jahrhundert), Papyrusrollen und Büchern wurden auch Münzen gesammelt, insgesamt über 2 Millionen Medien. Zu den Leitern der Einrichtung gehörten u. a. die deutschen Orientalisten Ludwig Stern (1872–1874), Wilhelm Spitta (1875–1882), Karl Vollers (1889–1896) und Bernhard Moritz (1896–1911). Seit 1952 wird sie als Nationalbibliothek bezeichnet.
2013 wurden die mamelukischen Koranmanuskripte in das UNESCO-Programm Memory of the World aufgenommen.